# 鹿児島県の市町村旗一覧
鹿児島県の市町村旗一覧（かごしまけんのしちょうそんきいちらん）は、鹿児島県内の市町村に制定されている、あるいは制定されていた市町村旗の一覧である。なお、一覧の順序は全国地方公共団体コード順による。廃止された市町村旗は廃止日から順に掲載している。

## 市部
| 市             | 市旗 | 制定有無 | 制定日        | 旗の色                                                                 | 備考                                                                                  |
| -------------- | ---- | -------- | ------------- | ---------------------------------------------------------------------- | ------------------------------------------------------------------------------------- |
| 鹿児島市       |      | なし     | 1971年9月1日  | 地色は白色が指定され、紋章は黒色であり、桜島の形は赤色が指定されている | 市章は一部デザインが異なる                                                            |
| 鹿屋市         |      | あり     | 2006年5月15日 | 地色は白色であり、紋章は青色・赤色・白色・黄色が指定されている         | 1972年5月15日に制定され、新市制後の2006年5月15日に継承される 市章とはデザインが異なる |
| 枕崎市         |      | あり     | 1949年9月1日  | 地色は白色であり、紋章は黒色が指定されている                           |                                                                                       |
| 阿久根市       |      | あり     | 1952年4月1日  | 地色は紺色であり、紋章は白色が指定されている                           |                                                                                       |
| 出水市         |      | なし     | なし          | 地色は白色であり、紋章は指定色が指定されている                         | 2代目の市旗である                                                                     |
| 指宿市         |      | あり     | 2006年8月1日  | 地色は白色であり、紋章は指定色が指定されている                         | 2代目の市旗である                                                                     |
| 西之表市       |      | あり     | 1958年10月1日 | 地色は白色であり、紋章は黒色が指定されている                           |                                                                                       |
| 垂水市         |      | あり     | 1958年10月1日 | 地色は白色であり、紋章は紺色が指定されている                           |                                                                                       |
| 薩摩川内市     |      | あり     | 2005年1月1日  | 地色は白色であり、紋章は指定色が指定されている                         |                                                                                       |
| 日置市         |      | なし     | なし          | 地色は白色であり、紋章は指定色が指定されている                         |                                                                                       |
| 曽於市         |      | なし     | なし          | 地色は白色であり、紋章は指定色が指定されている                         |                                                                                       |
| 霧島市         |      | あり     | 2005年11月7日 | 地色は白色であり、紋章は指定色が指定されている                         |                                                                                       |
| いちき串木野市 |      | なし     | なし          | 地色は白色であり、紋章は指定色が指定されている                         |                                                                                       |
| 南さつま市     |      | なし     | なし          | 地色は白色であり、紋章は指定色が指定されている                         |                                                                                       |
| 志布志市       |      | あり     | 2006年1月1日  | 地色は白色であり、紋章は指定色が指定されている                         |                                                                                       |
| 奄美市         |      | なし     | なし          | 地色は白色であり、紋章は指定色が指定されている                         |                                                                                       |
| 南九州市       |      | なし     | なし          | 地色は白色であり、紋章は指定色が指定されている                         |                                                                                       |
| 伊佐市         |      | なし     | なし          | 地色は白色であり、紋章は指定色が指定されている                         |                                                                                       |
| 姶良市         |      | あり     | 2010年3月23日 | 地色は白色であり、紋章は指定色が指定されている                         |                                                                                       |

## 町村部
| 郡       | 町村     | 町村旗 | 制定有無 | 制定日        | 旗の色                                                   | 備考              |
| -------- | -------- | ------ | -------- | ------------- | -------------------------------------------------------- | ----------------- |
| 鹿児島郡 | 三島村   |        | なし     | なし          | 地色は白色であり、紋章は赤色と黄緑色が指定されている     |                   |
| 鹿児島郡 | 十島村   |        | なし     | なし          | 地色は白色であり、紋章は赤色と黒色が指定されている       |                   |
| 薩摩郡   | さつま町 |        | なし     | なし          | 地色は白色であり、紋章は指定色が指定されている           |                   |
| 出水郡   | 長島町   |        | なし     | なし          | 地色は白色であり、紋章は指定色が指定されている           | 2代目の町旗である |
| 姶良郡   | 湧水町   |        | なし     | なし          | 地色は白色であり、紋章は指定色が指定されている           |                   |
| 曽於郡   | 大崎町   |        | なし     | なし          | 地色は濃紫色であり、紋章は白色が指定されている           |                   |
| 肝属郡   | 東串良町 |        | なし     | なし          | 地色は緑色であり、紋章は赤色・黄色・銀色が指定されている |                   |
| 肝属郡   | 錦江町   |        | なし     | なし          | 地色は白色であり、紋章は指定色が指定されている           |                   |
| 肝属郡   | 南大隅町 |        | なし     | なし          | 地色は白色であり、紋章は指定色が指定されている           |                   |
| 肝属郡   | 肝付町   |        | なし     | なし          | 地色は白色であり、紋章は指定色が指定されている           |                   |
| 熊毛郡   | 中種子町 |        | なし     | なし          | 地色は白色であり、紋章は藍色が指定されている             |                   |
| 熊毛郡   | 南種子町 |        | なし     | なし          | 地色は紺色であり、紋章は白色が指定されている             |                   |
| 熊毛郡   | 屋久島町 |        | あり     | 2007年10月1日 | 地色は白色であり、紋章は指定色が指定されている           |                   |
| 大島郡   | 大和村   |        | なし     | なし          | 地色は白色であり、紋章は青色が指定されている             |                   |
| 大島郡   | 宇検村   |        | なし     | なし          | 地色は白色であり、紋章は緑色が指定されている             |                   |
| 大島郡   | 瀬戸内町 |        | なし     | なし          | 地色は白色であり、紋章は赤色が指定されている             |                   |
| 大島郡   | 龍郷町   |        | なし     | なし          | 地色は紫色であり、紋章は黄色と白色が指定されている       |                   |
| 大島郡   | 喜界町   |        | なし     | なし          | 地色は白色であり、紋章は赤色が指定されている             |                   |
| 大島郡   | 徳之島町 |        | なし     | なし          | 地色は白色であり、紋章は赤色が指定されている             |                   |
| 大島郡   | 天城町   |        | なし     | なし          | 地色は白色であり、紋章は若草色が指定されている           |                   |
| 大島郡   | 伊仙町   |        | なし     | なし          | 地色は白色であり、紋章は若草色が指定されている           |                   |
| 大島郡   | 和泊町   |        | なし     | なし          | 地色は白色であり、紋章は若草色が指定されている           |                   |
| 大島郡   | 知名町   |        | なし     | なし          | 地色は白色であり、紋章は藍色が指定されている             |                   |
| 大島郡   | 与論町   |        | なし     | なし          | 地色は水色であり、紋章は白色が指定されている             |                   |

## 廃止された市町村旗
| 市郡     | 町村     | 市町村旗 | 制定有無 | 制定日         | 廃止日         | 旗の色                                                                               | 備考             |
| -------- | -------- | -------- | -------- | -------------- | -------------- | ------------------------------------------------------------------------------------ | ---------------- |
| 川内市   |          |          | あり     | 1977年7月1日   | 2004年10月12日 | 地色はライト系コバルトブルー色であり、紋章は白色が指定されている                     |                  |
| 薩摩郡   | 入来町   |          | なし     | なし           | 2004年10月12日 | -                                                                                    |                  |
| 薩摩郡   | 祁答院町 |          | なし     | なし           | 2004年10月12日 | -                                                                                    |                  |
| 薩摩郡   | 東郷町   |          | なし     | なし           | 2004年10月12日 | -                                                                                    |                  |
| 薩摩郡   | 樋脇町   |          | なし     | なし           | 2004年10月12日 | -                                                                                    |                  |
| 薩摩郡   | 鹿島村   |          | なし     | なし           | 2004年10月12日 | -                                                                                    |                  |
| 薩摩郡   | 上甑村   |          | なし     | なし           | 2004年10月12日 | -                                                                                    |                  |
| 薩摩郡   | 里村     |          | なし     | なし           | 2004年10月12日 | -                                                                                    |                  |
| 薩摩郡   | 下甑村   |          | なし     | なし           | 2004年10月12日 | -                                                                                    |                  |
| 揖宿郡   | 喜入町   |          | なし     | なし           | 2004年11月1日  | 地色は白色であり、紋章は赤色が指定されている                                         |                  |
| 鹿児島郡 | 吉田町   |          | なし     | なし           | 2004年11月1日  | 地色は白色であり、紋章は緑色が指定されている                                         |                  |
| 鹿児島郡 | 桜島町   |          | なし     | なし           | 2004年11月1日  | 地色は白色であり、紋章は赤色が指定されている                                         |                  |
| 日置郡   | 松元町   |          | なし     | なし           | 2004年11月1日  | 地色は白色であり、紋章は緑色が指定されている                                         |                  |
| 日置郡   | 郡山町   |          | なし     | なし           | 2004年11月1日  | 地色は白色であり、紋章は青色が指定されている                                         |                  |
| 肝属郡   | 大根占町 |          | なし     | なし           | 2005年3月22日  | -                                                                                    |                  |
| 肝属郡   | 田代町   |          | なし     | なし           | 2005年3月22日  | -                                                                                    |                  |
| 薩摩郡   | 薩摩町   |          | なし     | なし           | 2005年3月22日  | -                                                                                    |                  |
| 薩摩郡   | 鶴田町   |          | なし     | なし           | 2005年3月22日  | -                                                                                    |                  |
| 薩摩郡   | 宮之城町 |          | なし     | なし           | 2005年3月22日  | -                                                                                    |                  |
| 姶良郡   | 栗野町   |          | なし     | なし           | 2005年3月22日  | -                                                                                    |                  |
| 姶良郡   | 吉松町   |          | なし     | なし           | 2005年3月22日  | -                                                                                    |                  |
| 肝属郡   | 根占町   |          | なし     | なし           | 2005年3月31日  | -                                                                                    |                  |
| 肝属郡   | 佐多町   |          | なし     | なし           | 2005年3月31日  | -                                                                                    |                  |
| 日置郡   | 東市来町 |          | なし     | なし           | 2005年5月1日   | 地色は白色であり、紋章は黒色が指定されている                                         |                  |
| 日置郡   | 伊集院町 |          | なし     | なし           | 2005年5月1日   | 地色は臙脂色であり、紋章は白色が指定されている                                       |                  |
| 日置郡   | 日吉町   |          | なし     | なし           | 2005年5月1日   | 地色は臙脂色であり、紋章は白色が指定されている                                       |                  |
| 日置郡   | 吹上町   |          | なし     | なし           | 2005年5月1日   | 地色は臙脂色であり、紋章は白色が指定されている                                       |                  |
| 曽於郡   | 大隅町   |          | なし     | なし           | 2005年7月1日   | -                                                                                    |                  |
| 曽於郡   | 末吉町   |          | なし     | なし           | 2005年7月1日   | -                                                                                    |                  |
| 曽於郡   | 財部町   |          | なし     | なし           | 2005年7月1日   | -                                                                                    |                  |
| 肝属郡   | 内之浦町 |          | なし     | なし           | 2005年7月1日   | -                                                                                    |                  |
| 肝属郡   | 高山町   |          | なし     | なし           | 2005年7月1日   | -                                                                                    |                  |
| 串木野市 |          |          | なし     | なし           | 2005年10月11日 | 地色は白色であり、紋章は赤色が指定されているなし                                     |                  |
| 日置郡   | 市来町   |          | なし     | なし           | 2005年10月11日 | 地色は白色であり、紋章は濃紺色が指定されている                                       |                  |
| 加世田市 |          |          | なし     | なし           | 2005年11月7日  | 地色は白色であり、紋章は濃緑色が指定されている                                       |                  |
| 日置郡   | 金峰町   |          | なし     | なし           | 2005年11月7日  | 地色は臙脂色であり、紋章は白色が指定されている                                       |                  |
| 川辺郡   | 笠沙町   |          | なし     | なし           | 2005年11月7日  | -                                                                                    |                  |
| 川辺郡   | 大浦町   |          | なし     | なし           | 2005年11月7日  | -                                                                                    |                  |
| 川辺郡   | 坊津町   |          | なし     | なし           | 2005年11月7日  | -                                                                                    |                  |
| 国分市   |          |          | あり     | 1984年5月21日  | 2005年11月7日  | 地色は白色であり、紋章は黒色が指定されている                                         |                  |
| 姶良郡   | 隼人町   |          | なし     | なし           | 2005年11月7日  | 地色は白色であり、紋章は水色が指定されている                                         |                  |
| 姶良郡   | 福山町   |          | なし     | なし           | 2005年11月7日  | 地色は白色であり、紋章は黒色が指定されている                                         |                  |
| 姶良郡   | 霧島町   |          | なし     | なし           | 2005年11月7日  | 地色は白色であり、紋章は藍色が指定されている                                         |                  |
| 姶良郡   | 溝辺町   |          | なし     | なし           | 2005年11月7日  | 地色は白色であり、紋章は臙脂色が指定されている                                       |                  |
| 姶良郡   | 横川町   |          | なし     | なし           | 2005年11月7日  | 地色は白色であり、紋章は臙脂色が指定されている                                       |                  |
| 姶良郡   | 牧園町   |          | なし     | なし           | 2005年11月7日  | 地色は白色であり、紋章は臙脂色が指定されている                                       |                  |
| 曽於郡   | 有明町   |          | なし     | なし           | 2006年1月1日   | -                                                                                    |                  |
| 曽於郡   | 志布志町 |          | あり     | 1982年6月1日   | 2006年1月1日   | 地色は白色であり、紋章は金色が指定されている                                         |                  |
| 曽於郡   | 松山町   |          | なし     | なし           | 2006年1月1日   | -                                                                                    |                  |
| 曽於郡   | 輝北町   |          | なし     | なし           | 2006年1月1日   | 地色は白色であり、紋章は北の部分は緑色・星の部分は金色・縁部分は無地が指定されている |                  |
| 肝属郡   | 串良町   |          | あり     | 1968年10月10日 | 2006年1月1日   | 地色は白色であり、紋章は赤色が指定されている                                         |                  |
| 肝属郡   | 吾平町   |          | なし     | なし           | 2006年1月1日   | -                                                                                    |                  |
| 指宿市   |          |          | あり     | 1972年6月      | 2006年1月1日   | 地色は紫色であり、紋章は白色が指定されている                                         | 初代の市旗である |
| 揖宿郡   | 山川町   |          | なし     | なし           | 2006年1月1日   | 地色は白色であり、紋章は山の部分は黒色・川の部分は赤色が指定されている               |                  |
| 揖宿郡   | 開聞町   |          | なし     | なし           | 2006年1月1日   | 指定されていない                                                                     |                  |
| 出水市   |          |          | あり     | 1954年4月1日   | 2006年3月13日  | 地色は白色であり、紋章は青色が指定されている                                         | 初代の市旗である |
| 出水郡   | 野田町   |          | なし     | なし           | 2006年3月13日  | -                                                                                    |                  |
| 出水郡   | 高尾野町 |          | なし     | なし           | 2006年3月13日  | -                                                                                    |                  |
| 出水郡   | 東町     |          | なし     | なし           | 2006年3月20日  | -                                                                                    |                  |
| 出水郡   | 長島町   |          | なし     | なし           | 2006年3月20日  | -                                                                                    |                  |
| 名瀬市   |          |          | なし     | なし           | 2006年3月20日  | 地色は白色であり、紋章は黒色が指定されている                                         |                  |
| 大島郡   | 笠利町   |          | なし     | なし           | 2006年3月20日  | 地色は紫色であり、紋章は銀色が指定されている                                         |                  |
| 大島郡   | 住用村   |          | なし     | なし           | 2006年3月20日  | 地色は白色であり、紋章は緑色が指定されている                                         |                  |
| 熊毛郡   | 上屋久町 |          | なし     | なし           | 2007年10月1日  | 地色は白色であり、紋章は緑色と青緑色が指定されている                                 |                  |
| 熊毛郡   | 屋久町   |          | あり     | 1964年         | 2007年10月1日  | 地色は白色であり、紋章は緑色が指定されている                                         |                  |
| 川辺郡   | 川辺町   |          | なし     | なし           | 2007年12月1日  | 地色は白色であり、紋章は左側から水色・橙色・緑色が指定されている                     |                  |
| 川辺郡   | 知覧町   |          | なし     | なし           | 2007年12月1日  | 地色は緑色であり、紋章は左側から黄色が指定されている                                 |                  |
| 揖宿郡   | 頴娃町   |          | なし     | なし           | 2007年12月1日  | 地色は白色であり、紋章は赤色が指定されている                                         |                  |
| 大口市   |          |          | なし     | なし           | 2008年10月1日  | 地色は淡緑色であり、紋章は黄色と白色が指定されている                                 |                  |
| 伊佐郡   | 菱刈町   |          | なし     | なし           | 2008年10月1日  | 地色は臙脂色であり、紋章は白色が指定されている                                       |                  |
| 姶良郡   | 姶良町   |          | なし     | なし           | 2010年3月23日  | 地色は白色であり、紋章は黒色が指定されている                                         |                  |
| 姶良郡   | 加治木町 |          | なし     | なし           | 2010年3月23日  | 地色は緑色であり、紋章は白色が指定されている                                         |                  |
| 姶良郡   | 蒲生町   |          | なし     | なし           | 2010年3月23日  | 地色は濃桃色であり、紋章は白色が指定されている                                       |                  |

### 書籍
- 中川幸也『シリーズ人間とシンボル第2号「都市の旗と紋章」』中川ケミカル、1987年10月11日。
- NHK情報ネットワーク『NHKふるさとデータブック10 [九州 2]』日本放送協会、1992年5月1日。

### 自治体書籍
- 串良町役場企画課『串良町勢要覧』鹿児島県肝属郡串良町。